# 장 뒤자르댕
장 에드몽 뒤자르댕(프랑스어: Jean Edmond Dujardin, 1972년 6월 19일 ~ )은 프랑스의 배우이자 감독, 프로듀서, 코미디언이다. 파리에서 스탠드업 코미디언으로 활동을 시작하였으며 코미디 텔레비전 프로그램, 영화 등에 게스트로 출연하며 배우 활동을 시작하였다.
2011년 조지 발렌타인 역으로 출연한 무성 영화 《아티스트》로 아카데미 남우주연상, 칸 영화제 남우주연상 등을 수상하며 세계적으로 이름을 알렸다. 또 아카데미 남우주연상의 첫 프랑스인 수상자이기도 하다.

## 작품

### 영화 출연
- 컨베이어(프랑스어판) (2004년)
- 결혼(프랑스어판) (2004년)
- 달튼(프랑스어판) (2004년)
- 니스의 브리스(프랑스어판) (2005년)
- OSS 117 : 카이로 - 스파이의 둥지 (2006년)
- 99 프랑크스 (2007년)
- 카운터 언커리(프랑스어판) (2007년)
- 캐쉬 (영화)(프랑스어판) (2008년)
- 럭키 루크 (2009년)
- OSS 117: 리오 대작전 (2009년)
- 더 클링크 오브 아이스 (2010년)
- 뷰 오브 러브 (2010년)
- 프렌즈: 하얀 거짓말 (2010년)
- 아티스트 (2011년)
- 플레이어스 (2012년)
- 더 울프 오브 월 스트리트 (2013년)
- 뫼비우스: 위험한 미션 (2013년)
- 모뉴먼츠 맨: 세기의 작전 (2014년)
- 프렌치 커넥션: 마약수사 (2014년)
- 업 포 러브 (2016년)
- 사하라 (2017년)
- 장교와 스파이 (2019년)
- OSS 117: 프롬 아프리카 위드 러브 (2021년)

### 영화 감독
- 《플레이어스》 (2012년)

### TV 출연
- 연예인 매니저로 살아남기 (2018년)

## 수상경력
- 2011년 제64회 칸 영화제 남우주연상
- 2011년 제15회 헐리우드국제영화제 스포트라이트상
- 2011년 라스베가스비평가협회상 남우주연상
- 2011년 포닉스비평가협회상 남우주연상
- 2011년 여성영화비평가협회상 최고의 영화 속 커플상
- 2012년 제1회 AACTA인터네셔널어워즈 남우주연상
- 2012년 제26회 인디펜던트 스피릿어워드 남우주연상
- 2012년 제69회 골든글로브시상식 뮤지컬/코미디부문 남우주연상
- 2012년 제27회 산타바바라국제영화제 시네마뱅거드상
- 2012년 제32회 런던비평가협회상 남우주연상
- 2012년 제18회 미국배우조합상 영화부문 남우주연상
- 2012년 제65회 영국아카데미시상식 남우주연상
- 2012년 제84회 아카데미시상식 남우주연상
- 2012년 제64회 독일영화상 남자배우상